# تالار خوان پاچین ویسنس
تالار خوان پاچین ویسنس (به انگلیسی: Juan Pacin Vicens Auditorium)، که پیشتر کالیسیوم خوان پاچین ویسنس (به انگلیسی: Juan Pacín Vicens Calycium) و همچنین کالیسئو دِ پونس نامیده می‌شد، یک مکان ورزشی در شهر پونس، پورتوریکو است. این سالن در تاریخ ۱۲ مه ۱۹۷۲، تحت مدیریت شهردار خوان اچ. سینترون گارسیا افتتاح شد و به نام بازیکن بسکتبال خوان پاچین ویکنس (۱۹۳۴–۲۰۰۷) نامگذاری شده است. از زمان افتتاحش در سال ۱۹۷۲ تا دهه ۱۹۹۰، با نام «پونس کولیزوم» شناخته می‌شد. سپس به نام تالار خوان پاچین ویسنس تغییر نام یافت تا از بازیکن بسکتبال ام وی پی تقدیر شود.

## تاریخ
این ساختمان در سال ۱۹۷۲ تکمیل شد و هزینه ساخت آن ۲٬۰۰۰٬۰۰۰ دلار (معادل ۱۴ میلیون دلار سال ۲۰۲۲) بود. این سالن چندین بار بازسازی شده است. ظرفیت صندلی‌های اولیه آن ۷٬۷۸۶ صندلی بود. در اواسط دهه ۹۰ میلادی، سالن بازسازی شد تا ۳٬۰۰۰ صندلی اضافی به آن افزوده شود و در سال ۲۰۰۱، سالن مجدداً بازسازی شد تا سیستم تهویه مطبوع، تابلوهای امتیازدهی جدید، سیستم صوتی جدید، پروژه بهبود آکوستیک، و افزایش ظرفیت صندلی‌ها به نزدیک ۱۱٬۰۰۰ تماشاگر به آن افزوده شود. این سالن دارای سه طبقه صندلی است. سالن به عنوان یکی از مکان‌های ورزشی مسابقات مرکز آمریکا و کارائیب در سال ۱۹۹۳ بوده است. این تالار دارای بزرگ‌ترین سقف هیپر بولیک-پارابولیک در جهان است.

## کاربردها
تالار خوان پاچین ویسنس سالن رسمی تیم بسکتبال محلی، لیونس د پونس است و همچنین میزبان کنسرت‌های موسیقی، سیرک‌ها، کنفرانس‌ها و جلسات سازمانی نیز می‌باشد.
علاوه بر اینکه به عنوان یک مکان ورزشی مهم مورد استفاده قرار می‌گیرد. چندین رویداد تاریخی غیرورزشی نیز در آن برگزار شده است. برای مثال مجمع عمومی حزب نیو پرگرسیو که در سال ۱۹۸۳ در اینجا برگزار شد که آن مجمع منجر به تأسیس حزب جدیدی به نام حزب تجدید پورتوریکو توسط شهردار وقت سن خوان هرناندو پادیا و شکست فرماندار کارلوس رومرو بارسلو در انتخابات فرمانداری ۱۹۸۴ شد.
این تالار محل برگزاری مراسم شب‌نشینی و گرامیداشت خوان پاشین ویکنس نیز بوده است که در تاریخ ۱۸ فوریه ۲۰۰۷ درگذشت. مراسم شب‌نشینی و بزرگداشت شهردار پونس، رافائل کوردرو سانتیاگو که در تاریخ ۱۷ ژانویه ۲۰۰۴ درگذشت نیز در اینجا برگزار شد.

## جدل
در آوریل ۲۰۱۱، نامزد شهرداری پونس از حزب حزب دموکراتیک پورتوریکو در سال ۲۰۱۲، رامون توره‌س موریالس، شهردار مخالف وقت از حزب حزب نیو پرگرسیو پورتوریکو، ماریا ملندز، را به دلیل نصب یک تابلوی یادبود بر روی نیم‌تنه ساختمان خوان پاچین ویسنس که توسط شهردار پیشین که چورومبا نام داشت، مورد انتقاد قرار داد. این تابلوی یادبود در ورودی ساختمان خوان پاچین ویسنس برای گرامیداشت اسطوره بسکتبال نصب شده بود. این تابلوی یادبود نام شهردار حزب نیو پرگرسیو پورتوریکو، ماریا ملندز را به جای شهردار حزب دموکراتیک پورتوریکو که نیم‌تنه را نصب کرده بود، یعنی شهردار رافائل کوردرو سانتیاگو، معروف به چورومبا، به نمایش گذاشته بود.

## اثرات زلزله ۲۰۲۰ دریای اژه
ساختمان به دلیل زمین‌لرزه ۲۰۲۰ دریای اژه آسیب دید. پس از این آسیب دیدگی‌ها ساختمان مدتی پس از تعمیرات که مبلغی معادل ۲۴۰٬۰۰۰ دلار در ژوئیه ۲۰۲۱ برای آن هزینه شد، دوباره بازگشایی شد.

## نگارخانه
در اینجا می‌توانید تصاویری را از بخش‌های مختلف تالار خوان پاچین ویسنس را مشاهده کنید:

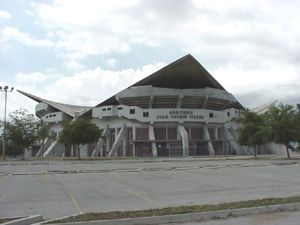
نمای تالار خوان پاچین ویسنس
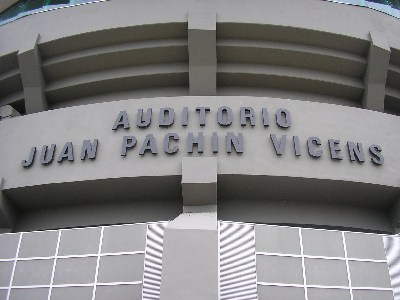
ورودی اصلی تالار
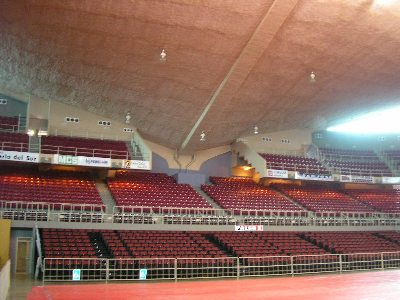
نمای داخلی تالار